# 奥谷隆一
奥谷 隆一（おくたに りゅういち、1970年（昭和45年）3月16日 - ）は日本の投資家、コンサルタント。株式会社SLTの代表取締役社長。「FXりう」という名前でも活動中。

## 経歴
- 1970年 - 京都府京都市に生まれる。
- 神戸大学経済学部卒業

## 著書
- デスクワークを3倍効率化するテクニック―エクセルの3つの機能で仕事のスピードを加速する (DO BOOKS)　(2010年2月3日、同文館出版)
- 課長のためのエクセル再入門講座　(2011年4月22日、翔泳社)
- たった7日で結果が出る エクセル厳選ポイント33 【前編】－月・火・水曜日編－ ごきげんビジネス出版　 (2013年12月4日、ごきげんビジネス出版)
- わずか5分で成果を上げる 実務直結のExcel術　 (2015年3月13日、インプレス)
- 10倍ラクして成果を上げる 完全自動のExcel術　 (2016年3月4日、インプレス)
- 絶対残業しない人がやっている 超速Excel仕事術　 (2016年8月17日、あさ出版)